# Lhasa de Sela
Lhasa de Sela (* 27. September 1972 in Big Indian in den Catskills, New York, USA; † 1. Januar 2010 in Montreal) war eine US-amerikanisch-mexikanische Sängerin.

## Leben und Karriere
Ihr Vater stammt aus Mexiko, ihre Mutter ist US-Amerikanerin. Als Kind reiste sie sieben Jahre lang mit den Eltern und ihren drei Schwestern mit einem Bus durch die Vereinigten Staaten und Mexiko. Diese nomadenhafte Zeit ohne Fernseher und Schulbesuch, aber mit vielen Büchern und Musik prägte sie musikalisch und im Denken. Lernen und Kreativität waren die bestimmenden Einflüsse. Neben der Musik beschäftigte sie sich auch mit anderen Kunstformen, z. B. Malerei.
Ihre ersten Auftritte als Sängerin hatte sie dreizehnjährig in einem griechischen Café in San Francisco. Später war sie oft in Montreal, wo ihre Schwestern im Cirque du Soleil mitwirken. Dort lernte sie 1991 Yves Desrosiers kennen, den Produzenten und Arrangeur ihrer ersten Platte La Llorona. Die elf Stücke zeichneten sich durch melancholische Schönheit, intensiven und spannungsgeladenen Gesang und sparsame Instrumentierung aus. Die Texte ihrer ersten Veröffentlichung sind ausnahmslos auf Spanisch, da diese Sprache ihrer Meinung nach eine größere Emotionalität zulässt. Neben eigenen Stücken sang sie Lieder anderer Künstler, etwa Víctor Jaras und Violeta Parras. Obwohl sie keine Musikgenres direkt bediente, hatte sie Fans aus verschiedenen Bereichen, Jazz, Weltmusik, Chanson, Alternative Rock und Tango Argentino. Von Zeit zu Zeit arbeitete sie mit anderen Künstlern dieser oder artverwandter Genres zusammen, so z. B. mit Bratsch, Tindersticks, Patrick Watson und Arthur H.
Zwischen den Zeiten, in denen sie ihre raren Platten produzierte oder auf Tournee ging, widmete sie sich anderen Projekten. Einige Jahre lebte sie in Frankreich, wo sie mit ihren Schwestern eine neue Art Zirkus aufbaute: Pocheros. In Marseille schrieb sie einen großen Teil ihrer zweiten Platte, The Living Road, auf der sie im Gegensatz zur ersten mehrsprachig, auf Englisch, Französisch und Spanisch singt.
Bis zu ihrem Tod lebte sie in Montréal. Hier wurde auch ihre letzte Platte, komplett in englischer Sprache, eingespielt. Sie erschien im April 2009 in Kanada und Europa.
Lhasa de Sela starb am 1. Januar 2010 an Brustkrebs. 
Im Mai 2014 wurde in Montreal der vormalige Parc Clark offiziell in Parc Lhasa-De Sela umbenannt. Er liegt im Stadtteil Mile End, wo Lhasa de Sela gelebt hatte.

## Diskografie
- 1997 – La Llorona
- 2003 – The Living Road
- 2009 – Lhasa
- 2017 – Lhasa Live in Reykjavik (Aufnahmen vom Reykjavik Arts Festival vom 23. und 24. Mai 2009)
- 2024 – First Recordings (mit Yves Desrosiers, Aufnahmen aus dem Jahr 1994)